# De Forældreløse
De forældreløse er en norsk stumfilm fra 1917. Filmen regnes som tabt.
Filmen handler om et søskendepar som er arvinger til et stort gods. Onde mennesker prøver at få del i denne arv, men søskende får meget hjælp, og afslører det onde som får sin straf.

## Medvirkende
- Esben Lykke-Seest - Jens
- Lullu Hansteen - Beate Coldevin
- Oscar Gustafson - Robertson
- Hans Ingi Hedemark - Sam, bådmanden
- Arthur Barking - Store-Jens
- Botten Soot - Fru Klingenberg
- Karin Meyer - Den dansegale
- Turid Hetland
- Hedvig Nielsen